# Чернещина (Боровский район)
Чернещина (укр. Чернещина), село,
Чернещинский сельский совет,
Боровский район,
Харьковская область.
Код КОАТУУ — 6321084501. Население по переписи 2001 г. составляет 619 (287/332 м/ж) человек.
Является административным центром Чернещинского сельского совета, в который, кроме того, входят сёла
Новосергеевка и
Степовое.

## Географическое положение
Село Чернещина находится в начале балки Бублики, по которой протекает пересыхающий ручей, один из истоков реки Боровая.
На расстоянии в 1 км расположено село Степовое.
В селе небольшой пруд.

## История
- 1785 — дата первого упоминания[1].

## Экономика
- Сельскохозяйственное ООО агрофирма «Новый шлях».

## Достопримечательности
- Братская могила советских воинов. Похоронено 21 воин.

## Религия
- Свято-Николаевский религиозный комплекс: воскресная школа, музыкальная школа, библиотека и Свято-Анатольевский храм. Начато строительство Свято-Владимирской колокольни[2].